# Лъв VI (папа)
Вижте пояснителната страница за други личности с името Лъв VI.
Лъв Шести (на латински: Leo PP. VI) е римски папа с краткотраен понтификат през десети век. Римлянин по произход, той остава в историята с кратковременното си властване по време на порнокрацията. Служи по време на периода Saeculum obscurum или „Тъмното време на папството“.
Избран е за папа от сенаторката Марозия, която по това време властва над Рим чрез съпруга си Гуидо, маркграф на Тоскана, и която поръчва заключването и смъртта на предшественика на Лъв – папа Йоан X.
По време на краткия си понтификат, Лъв потвърждава решенията на Сплитския синод. Той завършва проучването, започнато от предшествениците му, за църковната ситуация в Далмация. Дава палиума на Йоан, архиепископ на Сплит, и нарежда на всички епископи в Далмация да му се подчиняват. Също така забранява на кастратите да се женят. Призовава хората за помощ срещу арабските нашественици, които по това време заплашват Рим, като заявява:
„Който умре верен в тази борба, няма да му бъде отказано да влезе в небесното царство.“
Лъв умира през декември 928 г. и е погребан в базиликата Свети Петър.